# Army of Mushrooms
Albums de Infected Mushroom
Legend of the Black Shawarma
(2009) Friends on Mushrooms
(2015)
Army of Mushrooms est un album de trance psychédélique du groupe Infected Mushroom sorti en 2012. Cet album confirme la mutation sonore du groupe, en explorant des sonorités dubstep et complextro
, mais sans délaisser les racines trance psychédélique.

## Titres
1. "Nevermind" – 6:05
2. "Nothing to Say" – 6:20
3. "Send Me an Angel" – 7:22
4. "U R So Fucked" – 4:37
5. "The Rat" – 7:34
6. "Nation of Wusses" – 6:57
7. "Wanted To" – 3:20
8. "Serve My Thirst" – 6:43
9. "I Shine" – 5:43
10. "Drum'n'Bassa" – 7:08
11. "The Pretender" – 6:28
12. "The Messenger 2012" – 10:36
13. "Swingish" – 6:16